# Khatt Atui
Khatt Atui je vadi u sjevernoj Africi. Ovo suho korito rijeke počinje u blizini Aousserda u spornom području Zapadne Sahare i teče jugozapadno kroz regije Dakhlet Nouadhibou i Inchiri u Mauritaniji, te se ulijeva u zaljev Baie d'Aouati na obali Atlantika istočno od Iouika, Mauritanija u Naconalnom parku Banc d'Arguin.
Bazen Atui definiran Programom procjene prekograničnih voda Globalnog fonda za okoliš obuhvaća 83,295 km2 i u njemu živi oko 99 599 ljudi. Mauritanska naselja Chami (na autocesti između Nouakchotta i Nouadhiboua), Imkebden i N'Talfa nalaze se duž vadija, kao i rudnik zlata Tasiast.
Khatt Atui je predložen kao lokacija donjeg toka velike drevne rijeke, nazvane paleorijeka Tamanrasett, koja je tekla kroz Saharu do zaljeva Arguin tijekom vlažnih epizoda u kasnom kvartaru. Arheološka nalazišta iz ranog neolitika pronađena su duž mauritanskog dijela vadija.